# Cevian Capital
Cevian Capital AB ist eine 2002 gegründete schwedische Investmentgesellschaft mit Sitz in Stockholm und Büros in Pfäffikon (SZ) am Zürichsee und London, die die Strategie des „Investorenaktivismus“ verfolgt, also eine Einflussnahme auf die Geschäftsführungen der Unternehmen anstrebt, an denen sie Anteile hält.
Cevian wird geführt von den beiden Gründern Christer Gardell und Lars Förberg und verwaltet Kundengelder von über EUR 10 Mrd.

## Investments
Cevian baut bedeutende Aktienpositionen in als unterbewertet eingeschätzten Unternehmen auf und verlangt in der Regel eine Stimme im Aufsichts- bzw. Verwaltungsrat, um Einfluss auf die Geschäftspolitik zu erlangen. Eines der bedeutendsten Investments war eine Minderheitsposition ab 2004 beim Versicherer Skandia, bei deren Verkauf an Old Mutual 2006 Cevian seinen Kapitaleinsatz verdoppeln konnte.
In Deutschland wurde Cevian zunächst als Anleger bei der Münchner Rück bekannt, an der Cevian ab 2007 ca. drei Prozent des Kapitals hielt; 2010 stieg Cevian aus diesem Investment aus. Cevian erwarb im Mai 2010 eine Beteiligung am Kranhersteller Demag Cranes von zunächst zehn Prozent; dies löste im Jahr 2011 ein Übernahmeangebot des US-Herstellers Terex für Demag Cranes aus.
Von Ende 2009 bis Mitte Juli 2010 baute Cevian eine Beteiligung von 12,3 % bei der Schweizer Panalpina auf.
Seit Oktober 2011 ist Cevian größter Einzelaktionär beim Baudienstleister Bilfinger mit einem Anteil von 18,9 %, der später auf 26 % erhöht wurde und – nach zwischenzeitlichen 29,5 % – im Jahr 2020 bei 26,8 % lag.
Bei der englischen Cookson Group erreichte Cevian 2012 die Aufspaltung in Alent und Vesuvius.
Im Dezember 2013 erwarb Cevian mehr als die Hälfte der 900 Mio. Euro betragenden Kapitalerhöhung von ThyssenKrupp und hielt zunächst ca. 11 % der Anteile, seit Anfang März 2014 durch weitere Zukäufe nun etwas über 15 % und ist somit hinter der Krupp-Stiftung zweitgrößter Aktionär.
Im Dezember 2017 verkaufte Cevian die gesamten Anteile (8,2 %) an Volvo Trucks an die chinesischen Volvo-Besitzer Geely. Cevian erzielte damit einen Gewinn von mehr als zwei Milliarden Euro.
Seit September 2024 ist Cevian mit 9,4 % größter Aktionär der Schweizer Versicherungsgruppe Baloise. Cevian verkaufte im April 2025 Aktien, die einen Anteil von 9,351 % an Baloise ausmachen, an die Patria Genossenschaft.

### Beteiligungen
| Unternehmen  | Anteil in % |
| ------------ | ----------- |
| ABB          | 4,89        |
| Panalpina    | 12,30       |
| Bilfinger    | 26,8        |
| thyssenkrupp | <1          |
| Danske Bank  | 7,70        |
| Autoliv      | 11,3        |

## Name
Der ursprüngliche Name des Unternehmens war Amaranth Capital; da der Name aber bereits durch den US-Hedge Fonds Amaranth Advisors belegt war, wurden die europäischen Namensrechte verkauft und der Name 2003 in Cevian geändert.
Der Name Cevian hat keine tiefere Bedeutung. Als die Gesellschaft ihren Namen von Amaranth in Cevian änderte, ging es um die Anforderungen, dass der Name auf Schwedisch und Englisch einfach auszusprechen sei, dass er nicht kollidiere mit anderen Unternehmen, die in Europa registriert sind, und dass es keine negative Konnotation in einer der großen Sprachen gebe.
Lars Förberg erzählte über die Entstehung des Namens: „Eigentlich hatten mein Partner Christer Gardell und ich unser Investmentgesellschaft einen anderen Namen gegeben. Es stellte sich aber heraus, dass den schon ein amerikanischer Hedgefonds trug. Also haben wir uns zusammen mit ein paar Kollegen in die Sauna gesetzt, ein wenig Bier getrunken und nach einem Namen gesucht. Irgendwann kam einer mit mathematischem Hintergrund auf den Begriff Cevian. Es handelt sich dabei um eine geometrische Formel. Uns hat der Name einfach gut gefallen.“